# Moisés Fuentes
Pour les articles homonymes, voir Fuentes.
Moisés Fuentes est un boxeur mexicain né le 20 septembre 1985 à Mexico et mort le 24 novembre 2022.

## Carrière
Passé professionnel en 2007, Moisés Fuentes devient champion du monde des poids pailles WBO le 27 août 2011 en battant aux points Raúl García par décision partagée. Il conserve sa ceinture le 2 juin 2012 après sa victoire au premier round contre Julio Cesar Felix puis le 6 octobre 2012 par arrêt de l'arbitre au 5e round face à Ivan Calderon. Il la laisse vacante après ce combat pour boxer dans la catégorie de poids supérieure mais doit se contenter d'un match nul contre le champion du monde WBO des poids mi-mouches, Donnie Nietes, le 2 mars 2013. Il s'incline par KO au 9e round lors du combat revanche en 2014 puis contre Kōsei Tanaka le 31 décembre 2016.
Fuentes meurt le 24 novembre 2022 des suites du KO subi le 16 octobre 2021 contre David Cuellar.